# Mus musculus muralis
Sous-espèce
Synonymes
- Mus muralis Barrett-Hamilton, 1899

Mus musculus muralis, la Souris domestique de Saint-Kilda ou Souris de Saint-Kilda ou Souris vulgaire de Saint-Kilda ou encore Souris commune de Saint-Kilda est une sous-espèce de Souris domestique (Mus musculus) endémique de l'archipel écossais de Saint-Kilda. On ne sait pas avec certitude quand elle arriva sur les îles, mais il est possible qu'elle y ait été transportée involontairement à l'époque norroise, au Moyen Âge. Isolées sur l'archipel, ces souris se différencièrent de leurs cousines en devenant plus grosses que les variétés continentales ; elles ont des traits communs avec la sous-espèce Mus musculus mykinessiensis que l'on trouve sur l'île de Mykines dans l'archipel des Féroé. Lorsque les derniers habitants de l'archipel furent évacués en 1930, cette sous-espèce endémique, dépendant principalement de l'Homme, s'est éteinte très rapidement. On en trouve quelques spécimens dans les musées. Cette sous-espèce ne doit pas être confondue avec le Mulot de Saint-Kilda qui est toujours présent sur l'archipel.

## Systématique
La sous-espèce Mus musculus muralis a été initialement décrite en 1899 par le mammalogiste irlandais Gerald Edwin Hamilton Barrett-Hamilton (1871-1914) sous le protonyme de Mus muralis.

## Publication originale
- (en) G. E. H. Barrett-Hamilton, « On the Species of the Genus Mus inhabiting St. Kilda », Proceedings of the Zoological Society of London, Londres, ZSL, vol. 67, no 1,‎ 1899, p. 77–88 (ISSN 0370-2774, OCLC 1779524, BNF 32843178, DOI 10.1111/J.1469-7998.1899.TB06849.X, lire en ligne).